# John-F.-Kennedy-Schule

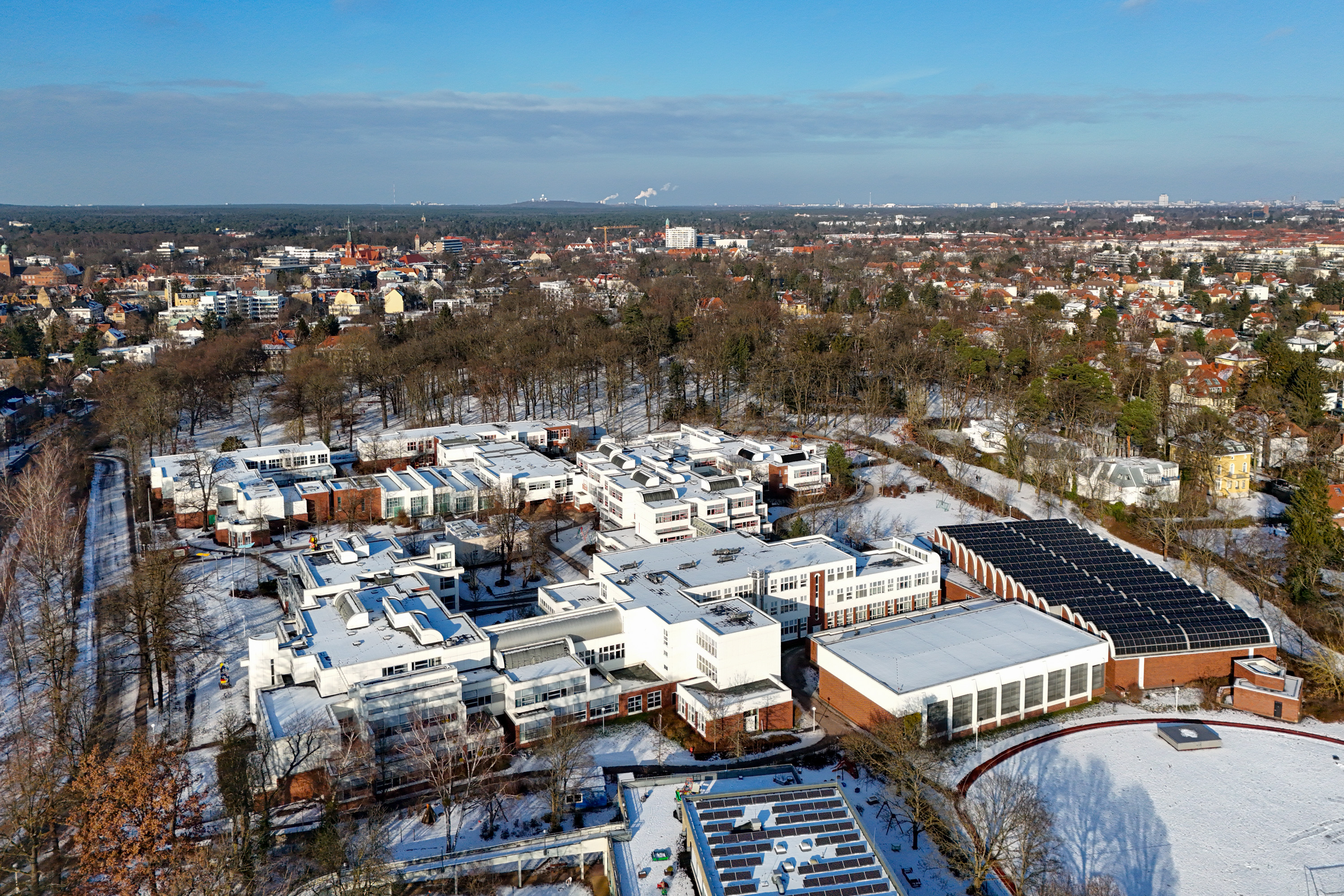
Ein Luftbild der John F. Kennedy Schule im Winter 2024

Die John-F.-Kennedy-Schule (kurz: JFKS, englisch: John F. Kennedy School) ist eine öffentliche Schule (mit Grundschule, Sekundarschule und Gymnasialer Oberstufe) im Berliner Bezirk Steglitz-Zehlendorf.

## Geschichte
Ursprünglich am 11. Oktober 1960 in den Räumen der Mühlenau-Schule in Berlin-Dahlem als German-American Community School gegründet, wurde die zweisprachige, deutsch-amerikanische Gesamtschule 1963, nach der Ermordung des 35. US-Präsidenten, in John-F.-Kennedy-Schule umbenannt. Im selben Jahr zog sie an den Teltower Damm in Zehlendorf auf das Gelände der ehemaligen Laehr-Klinik in zunächst provisorische Räume um. 1966 wurde im Zuge eines Neubaus für die Schule das stattliche, über hundert Jahre alte Zentralgebäude des Ensembles Schweizerhof (Laehr-Klinik) abgerissen.
Nach der deutschen Wiedervereinigung im Jahr 1990 und dem Abzug der alliierten Truppen wurden die Ziele der JFKS, die vorher sehr stark auf die Versöhnung nach dem Zweiten Weltkrieg ausgerichtet waren, neu definiert.
Alle Schüler sind Deutsche, Amerikaner oder haben beide Staatsbürgerschaften. Viele Schüler haben zusätzliche Staatsangehörigkeiten aus einer Vielzahl anderer Länder. Die John-F.-Kennedy Schule beschäftigt 142 Lehrer in Vollzeit und 32 in Teilzeit. Das Personal der Schule besteht ebenso wie die Schülerschaft aus Amerikanern und Deutschen.

## Gebäude

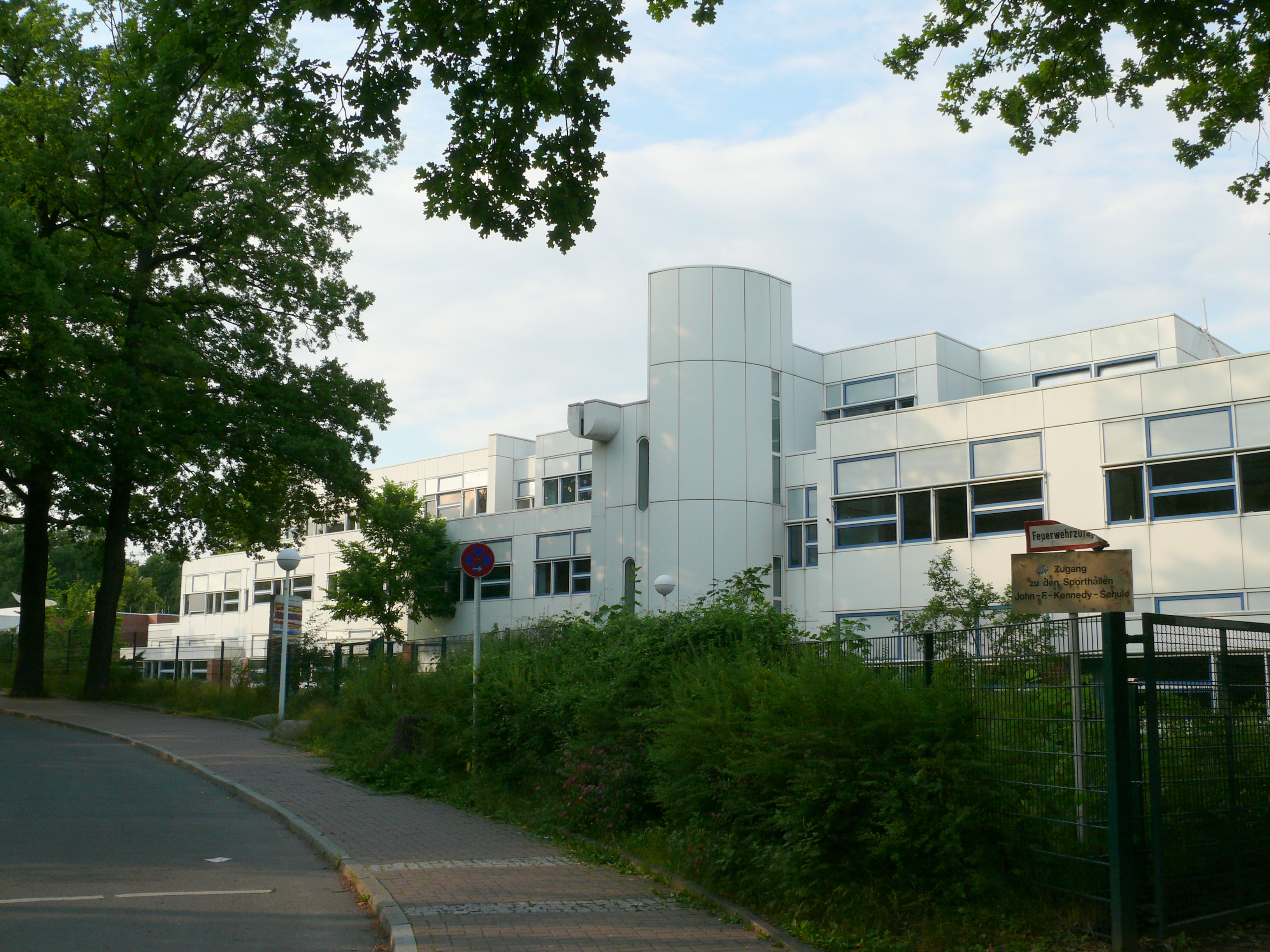
John-F.-Kennedy-Schule

Ein Neubau wurde 1970 eingeweiht und weitere Neubauten auf dem Schulgelände, nach Entwürfen des Architekten Harald Deilmann, folgten in späteren Jahren. Die Schule liegt in einem modernen Campus verteilt auf sechs Hauptgebäude und verfügt über 135 Klassenzimmer, neun naturwissenschaftliche Labore, drei Computerlabore, zwei Büchereien, zwei Sporthallen und einen Erweiterungsanbau für die Künste.
Das Haus Reil der ehemaligen Laehr-Klinik (vermutlich) von Martin Gropius aus dem Jahr 1854 am Teltower Damm 87 steht unter Denkmalschutz.

## Besonderheiten
Die Verwaltung der John F. Kennedy School besteht aus einem amerikanischen und einem deutschen Schulleiter (principal) der Grundschule sowie aus einem amerikanischen und einem deutschen Schulleiter der Oberschule. Einer der vier Schulleiter ist Geschäftsführender Direktor.
Sie leiten die Schule kollegial in Übereinstimmung mit dem Gesetz und den Verwaltungsvorschriften sowie den Anweisungen und Beschlüssen des Educational Directorate (E.D.) der John F. Kennedy School und den Entscheidungen der JFKS School Conference und Fachbereiche.
An der JFKS wird bilingual in deutscher und englischer Sprache unterrichtet. Die Schule bietet offenen Ganztagsbetrieb und ist eine Schule besonderer pädagogischer Prägung. Neben dem deutschen Abitur, kann auch das amerikanische High School Diploma erworben werden.
Der SPD-Politiker und Bezirksbürgermeister von Neukölln, Martin Hikel, war von 2016 bis 2018 als Politik- und Mathematiklehrer an der John-F.-Kennedy-Schule tätig.

## Mobbing-Probleme
Die JFKS war 2018 bundesweit in die Schlagzeilen geraten, weil ein jüdischer Schüler, über den unter dem Pseudonym „Bruno“ berichtet wurde, von Mitschülern antisemitisch gemobbt wurde, sodass er schließlich die JFKS verlassen hat. Auch die beiden „Haupttäter“ hatten die Schule danach verlassen.

## Persönlichkeiten

### Bekannte Schüler
- Stuart Wolfe Schauspieler, Zirkusartist, Bildhauer, Maler, Designer, Physiotherapeut und Osteopath
- Jessica Jacoby (* 1954), Filmjournalistin, Autorin, Herausgeberin und Dokumentarfilmautorin
- David Becker (* 1954), Hochschullehrer, Psychologe, Traumatherapeut, Abitur 1973
- George Kranz (* 1956), Musiker und Schauspieler
- Christina Stresemann (* 1957), Juristin und Vorsitzende Richterin am Bundesgerichtshof
- Jacqueline Hénard (* 1957), Publizistin
- Thomas Danne (* 1959), Kinderarzt und Professor für Kinder- und Jugendmedizin.
- Karsten Warnecke (* 1960), Diplomat
- Tilman Remme (* 1961), Historiker, Journalist und Dokumentarfilmer
- Nicolas Alexander Böll (* 1965), Schauspieler, Synchron- und Hörspielsprecher
- Danny Ashkenasi (* 1967), Komponist und Schauspieler
- Gerlinde Jänicke (* 1973), Moderatorin und Schauspielerin
- Ademola Okulaja (1975–2022), Basketballspieler
- Amanda Murray (* 1983), Rapperin
- Heiko Schaffartzik (* 1984), Basketballspieler
- Julian Teicke (* 1986), Unternehmer
- Max Kepler-Rozycki (* 1993), Baseballspieler
- John Anthony Brooks (* 1993), Fußballspieler

### Bekannte Lehrer
- Stefan Schlede (1940–2024), Politiker
- Ulrich Schürmann (* 1943), Politiker
- Markus Nonninger (* 1971), Politiker
- Andreas Ludwig (* 1954), Historiker
- Martin Hikel (* 1986), Politiker (SPD), Bezirksbürgermeister von Neukölln